# František Kazda
František Kazda (ur. 21 kwietnia 1842 w Popovicach, zm. 8 października 1896 w Hořičkach) – czeski duchowny rzymskokatolicki i pedagog.

## Życiorys
Urodził się 21 kwietnia 1842 w Popovicach. W 1861 roku był uczniem gimnazjum w Hradcu Králové, następnie studiował w seminarium duchownym w Hradcu Králové. Święcenia kapłańskie otrzymał 25 lipca 1868. Służył jako kapelan w Vysoké Veselí (1868–1869), w Hořičkach (od 1869), w Czeskiej Skalicy (do 1878) oraz w Náchodzie (na zamku, 1878–1884), skąd odszedł gdy uzyskał urząd proboszcza w Chvalkovicach. W 1893 roku został proboszczem w Hořičkach. Dwa lata później otrzymał Expositorium canonicale. Zmarł 8 października 1896 w Hořičkach.

## Twórczość
František Kazda był czeskim patriotą narodowym. Jakiś czas był nauczycielem księżniczki Karoliny, córki księcia Schaumburg-Lippe, późniejszej królowej Wirtembergii. W Chvalkovicach założył Obywatelską Kasę Oszczędnościową, był zainteresowany poszerzeniem zbiorów biblioteki szkolnej i gminnej oraz został członkiem miejscowych stowarzyszeń patriotycznych. W tej samej gminie i w Hořičkach był członkiem rady gminy. W gminach Brzice, Hořičky oraz Chvalkovice został powołany do miejscowej rady szkoły. W tych miejscowościach był również katechetą, wykazując zainteresowanie problemami swoich uczniów. Ponadto stał się w 1888 roku zwolennikiem reformy szkolnej, zaprojektowanej przez Alojzego Liechtensteina, i zbierał podpisy (choć bez większego powodzenia) pod petycją w sprawie jej wprowadzenia.